# Scott Ross
Scott Ross (Pittsburgh, 1º marzo 1951 – Assas, 13 giugno 1989) è stato un clavicembalista e organista statunitense.
Con la sua particolare tecnica interpretativa ed esecutiva, si dedicò prevalentemente alla musica di Bach, Händel, Frescobaldi. Le sue numerose incisioni comprendono la prima edizione integrale delle 555 sonate per clavicembalo di Domenico Scarlatti.

## Biografia
Scott Ross visse a Pittsburgh, in Pennsylvania, fino all'età di 13 anni; mostrando fin da giovanissimo interesse per la musica, iniziò lo studio del pianoforte e dell'organo, pur affrontando grandi difficoltà, prima per la morte del padre, poi per problemi di salute causati da una grave scoliosi.
Dal 1964 si trasferì con la madre (morta poi suicida nel 1970) in Francia, dove intraprese lo studio del clavicembalo al Conservatorio di Nizza, e in seguito al Conservatorio Nazionale Superiore di Parigi.
Nel 1971 vinse il prestigioso Concorso internazionale di clavicembalo di Bruges. Nello stesso anno, incise il suo primo album, Monsieur Bach, cui seguirono nel 1975 la registrazione integrale delle Pièces de Clavecin di Jean-Philippe Rameau, per le quali ottenne il Grand Prix du Disque nel 1976. Nel frattempo, iniziò la carriera di insegnante presso la Scuola di Musica dell'Université Laval del Québec.
Nel 1981 iniziò la registrazione delle Pièces de clavecin di François Couperin, dedicandosi nel contempo allo studio e all'esecuzione concertistica della musica di vari compositori, da Johann Sebastian Bach a Girolamo Frescobaldi, da Georg Friedrich Händel a Jean-Henri d'Anglebert e Antonio Soler.
Tornato in Francia nel 1984, mentre si manifestavano i primi sintomi della malattia che lo avrebbe condotto alla morte, intraprese il gravoso progetto di registrare le 555 sonate di Domenico Scarlatti; lavoro in cui si impegnò per 15 mesi, eseguendo anche 2 sonate al giorno, incidendo alla fine 34 CD.
Nel 1988 i problemi fisici causati dall'AIDS si acuirono, e Ross si fece ricoverare all'Ospedale Lapeyronie di Montpellier. Trascorse alterni periodi tra l'ospedale e la sua casa di Assas, dove morì all'età di 38 anni.

## Discografia
- 1973 - Monsieur Bach - Scott Ross au clavecin (Stil "Discothèque")
- 1975 - Jean-Philippe Rameau Intégrale des œuvres pour clavecin par Scott Ross au château d'Assas (Stil "Discothèque")
- 1977 - Domenico Scarlatti, 30 Essercizi per gravicembalo: intégrale des 30 sonates pour clavecin (1738-1739), [K. 1 à 30] (Stil "Discothèque")
- 1978 - François Couperin, Clavecin 1: premier et second livres (Stil "Discothèque")
- 1978 - François Couperin, Clavecin 2: troisième et quatrième livres (Stil "Discothèque")
- 1984 - Johann Sebastian Bach, Brandenburg concertos. Les concertos brandebourgeois (CBC Records)
- 1984 - Georg Friedrich Händel, 8 Suites pour Clavecin (Erato)
- 1985 - François Couperin, Intégrale des œuvres pour orgue (Stil "Discothèque")
- 1987 - Jean-Henri d'Anglebert, Pièces de clavecin. Deuxième partie (Stil "Discothèque")
- 1988 - Domenico Scarlatti, L'œuvre complète pour clavier (Erato)
- 1988 - Johann Sebastian Bach, Goldberg Variations BWV 988 (Angel)
- 1988 - Domenico Scarlatti, L'œuvre pour clavier, Volume I – IX (Erato)
- 1988 - Domenico Scarlatti, Anthologie - 56 sonatas (Erato)
- 1989 - Domenico Scarlatti, Les plus belles sonates - Best Sonatas (Erato)
- 1989 - Hommage à Scott Ross (Erato)
- 1989 - Johann Sebastian Bach, 6 Partitas (Erato)
- 1989 - Johann Sebastian Bach, Italienisches Konzert, Chromatische Fantasie und Fuge, Partita & 4 Duette (Erato)
- 1990 - Antonio Soler, Fandango & Sonates (Erato)
- 1990 - Jean-Henri d'Anglebert, Pièces pour clavier (Erato)
- 1990 - Girolamo Frescobaldi, Toccatas & danses (Angel)
- 1993 - The Art of Scott Ross (CBC Records)
- 1994 - Arauxo, Bach, Bull e Frescobaldi, Scott Ross. À l'orgue (INA "Mémoire Vive")
- 1995 - L'Art de Scott Ross - The Art of Scott Ross (Vol. II) Orgue/Organ (CBC Records)
- 1997 - Johann Sebastian Bach, Goldberg-Variationen (Fonovox "Da Camera")
- 2002 - Johann Sebastian Bach, Le Clavier bien Tempéré. The Well-Tempered Clavier. Das Wohltemperierte Klavier (Pelléas)

## Video
- 1991 - Scott Ross, clavecin. Les Maîtres de la Musique. L'Image de la Musique (VHS GB Arts)
- 1991 - Une leçon particulière de musique avec... Scott Ross. Pourquoi des "leçons particulières"? (DVD Harmonia Mundi)